# Боко, Дума Гидеон
Дума Гидеон Боко (англ. Duma Gideon Boko; род. 31 декабря 1969, Махалапье, Ботсвана) — шестой президент Ботсваны с 1 ноября 2024 года, лидер партии «Зонтик за демократические перемены» с ноября 2012 года, лидер оппозиции с 25 октября 2014 года по 28 августа 2019 года. Первый президент Ботсваны, не принадлежащий к Демократической партии Ботсваны.

## Биография

### Ранние годы и образование
Боко родился в центральном округе Ботсваны, в городе Махалапье. Его отец, умерший в 2004 году, работал преподавателем.
В 1987 году Боко поступил в университет Ботсваны, где изучал право. После окончания университета в 1993 году поступил в Гарвардскую школу права, где получил степень магистра.
Боко преподавал право в университете Ботсваны с 1993 по 2003 год, также управлял юридической фирмой.

### Политическая карьера
Боко стал лидером Национального фронта Ботсваны в 2010 году. Позже Национальный фронт Ботсваны был объединён с Ботсванским движением за демократию, затем сформировав Зонтик за демократические перемены.

#### Парламентские выборы 2014 года
На парламентских выборах в 2014 году Зонтик за демократические перемены занял второе место в Национальной Ассамблее Ботсваны, заняв 17 мест. Боко стал лидером оппозиции.

#### Парламентские выборы 2019 года
На парламентских выборах в 2019 году, Боко потерпел поражение от Анны Мокгети (Демократическая партия Ботсваны) в избирательном округе Габороне-Боннингтон-Норт. Дума Боко заявил о массовой фальсификации голосов на выборах.

#### Парламентские выборы 2024 года
На парламентских выборах в 2024 году партия Боко заняла 36 из 69 мест, тем самым Боко стал избранным президентом. Он был приведён к присяге 1 ноября 2024 года, более публичная церемония состоялась 8 ноября.

## Президентство

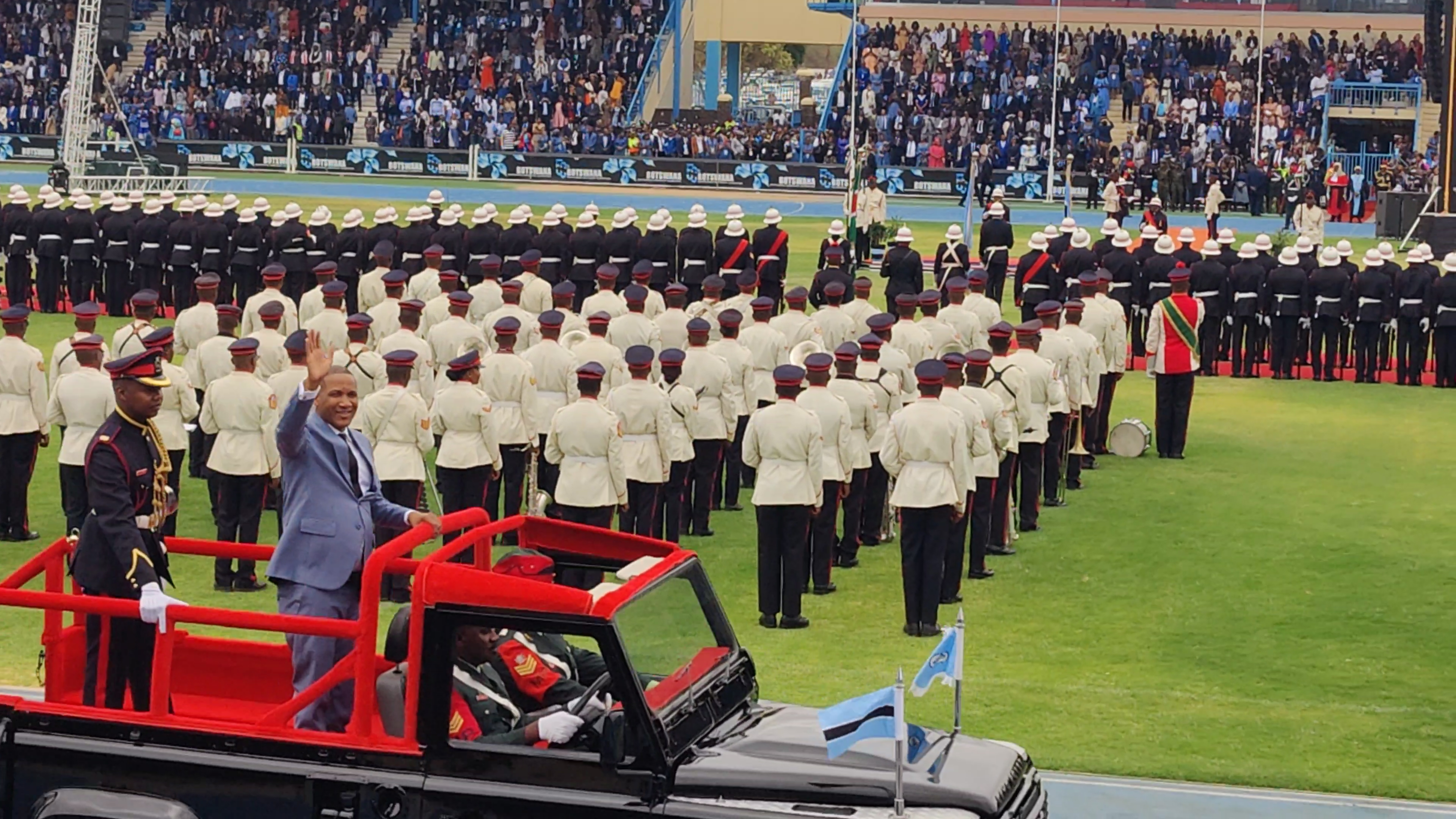
Президент Дума Боко на инаугурационном параде

В ноябре 2024 года Боко сказал, что его правительство будет добиваться увеличения инвестиций в солнечную энергетику и медицину. Он также объявил о сотрудничестве с Илоном Маском по расширению доступа в Интернет по всей стране через Starlink. В марте 2025 года Боко присутствовал при запуске в космос первого спутника Ботсваны, BOTSAT-1. Запуск состоялся с объектов SpaceX в Калифорнии.